# Occidryas albiradiata
Occidryas albiradiata är en fjärilsart som beskrevs av Gunder 1926. Occidryas albiradiata ingår i släktet Occidryas och familjen praktfjärilar. Inga underarter finns listade i Catalogue of Life.